# Джованні Баттіста Одієрна
Джова́нні Батті́ста Одіє́рна (італ. Giovanni Battista Hodierna; 13 квітня 1597, м. Рагуза — 6 квітня 1660, Пальма-ді-Монтек'яро) — італійський астроном.

## Біографія
Народився 13 квітня 1597 р. в м. Рагуза на о. Сицилія. Основні знання Джованні здобув через самоосвіту. Почувши про відкриття, зроблені Ґ. Ґалілеєм, і прочитавши його «Зоряний вісник», Одієрна захопився астрономією. У 1618—1619 рр. провів перші спостереження комет за допомогою примітивного телескопа ґалілеєвого типу. Особливо захоплювали Одієрну відкриття зоряної структури Чумацького Шляху та розсіяного скупчення Ясла (М44), що в дальшому ще більше посилило його інтерес до астрономії. 1637 р. Джованні Одієрна став парафіяльним священником при дворі герцога Монтек'яро, що дало йому доступ до здобуття знань. Це посприяло тому, що в 1644 р. він став доктором богослов'я, в 1645 р. — протоієреєм, а 1655 р. обійняв посаду судового математика.
У 1646—1653 рр. Одієрна спостерігав Сатурн і незалежно від Гюйґенса відкрив кільце навколо планети. У своїй праці «Небесний провісник. Системи Сатурна» («Protei caelestis vertigines sev. Saturni systema») він опублікував малюнки кільця та його докладний опис. Результатом спостережень за рухом супутників Юпітера та за проходженням їхніх тіней по диску планети стали «Медіційські ефемериди» («Medicaeorum Ephemerides»). Вони містили найточніші таблиці руху ґалілеєвих супутників Юпітера. При цьому на відміну від ефемерид, опублікованих у 1614 р. Симоном Марієм у праці «Світ Юпітера» («Mundus Iovialis»), Одієрна для пояснення і обчислення руху супутників Юпітера застосував удосконалену теорію їхнього руху, яка ґрунтувалася на використанні трьох типів періодичних збурень, що на той час було зародком сучасної планетарної теорії.
У 1656 р. Одієрна опублікував працю «Про прикметні явища на Сонці і Місяці, аспект оптичний, фізичний і астрономічний» («De Admirandis Phasibus in Sole et Luna visis, Ponderationes Opticae, Physicae, et Astronomicae»), у якій детально описав поверхні обох світил, сонячні плями, їхні особливості та пояснив природу затемнень. Проте найзначнішою його працею є трактат «Систематика світу комет і прикметні об'єкти на небі» («De systemate orbis cometici, deque admirandis coeli characteribus»). На жаль, ця космологічна праця, яка на сотню років випередила свій час і могла здійснити переворот в астрономії, залишалася невідомою, допоки її не виявили італійські вчені в 1985 р.
Вивчення комет підштовхнуло Одієрну до дослідження природи туманних об'єктів, які мало цікавили його сучасників. З цією метою він поділив свій трактат на два логічні розділи: «Систематика світу комет» («De systemate orbis cometici») і «Про дивовижні небесні об'єкти» («De admirandis coeli characteribus»). У праці поєднано космологічні ідеї античності та передові ідеї. Перший розділ цілком присвячений вивченню цих небесних явищ. У чотирьох підрозділах «Про причини комет» («De causae cometorum») і додатках автор розглянув будову, склад, кінематичні властивості комет, теорію їхнього руху та визначення відстаней до них. Завершується перша частина двома невеликими підрозділами: «Комета 1618 р. Коротка історія. З особистих спостережень автора» («Cometarum anno domini MDCXVIII. Brevis hystoria. Ex peculiari authoris observatione constata») і «Нещодавні комети» («Cometis recentissimus»). У першому підрозділі автор подав, як свідчить назва, інформацію про власні спостереження Великої листопадової комети 1618 р. та про її характеристики, а саме: форма хвоста, колір, особливості руху по небесній сфері. У другому підрозділі він описав свої спостереження комети 1652 р. з докладною схемою та описом її руху сузір'ями. Другий розділ трактату — «Про дивовижні небесні об'єкти» — присвячений вивченню туманних об'єктів. Він має чотири частини. У першому розділі Одієрна наводить на основі спостережень власну класифікацію туманних об'єктів, яка й нині є напрочуд сучасною, оскільки він уважав, що туманності складаються з великої кількості зір. Класифікація туманностей Одієрни ґрунтувалася на потужності та роздільній здатності його телескопа. Так, у результаті спостережень було виділено три основних типи: «Luminosae» (Астеризми — зоряні скупчення, котрі можна бачити неозброєним оком як групу з кількох зір), Nebulosae (Туманності — їх можна побачити неозброєним оком як туманні хмарки, а в телескопі вони розділяються на зорі), Occultae (Неясні — складаються з далеких і слабких зір і не розділяються на зорі в телескоп).
У цьому ж розділі учений також коротко зупинився й на попередніх каталогах туманностей (nebulosae) астрономів античності (Птолемея) та сучасників (Тихо Браге, Лонгомонтан). Каталог Птолемея містив шість туманних об'єктів: скупчення χ та h Персея; розсіяне скупчення Ясла в сузір'ї Рака; розсіяне скупчення М7 у Скорпіоні та астеризми в сузір'ях Стрільця та Оріона. Другий і третій розділи праці присвячені поділу туманностей на групи відповідно до запропонованої класифікації. До першої групи автор відніс Плеяди; Гіади; скупчення Волосся Вероніки; астеризм α Персея; туманність М42 з трапецією; астеризм λ, φ1, φ2 Оріона, ζ1, ζ2 Скорпіона та розсіяне скупчення NGC6231, а також астеризм у сузір'ї Водолія. При цьому він назвав і кількість зір, які йому вдалося розгледіти в скупченнях. Майже всі астеризми зображено на гравюрах, серед яких є й перший відомий на сьогодні малюнок туманності Оріона
У другому розділі міститься перелік туманностей відкритих автором. До них автор відніс 20 об'єктів: розсіяні зоряні скупчення Ясла (М44 в сузір'ї Рака), М6 і M7 (сузір'я Скорпіона), NGC869 i NGC884 (χ та h Персея), М34 (сузір'я Персея); астеризм ν1 і ν2, скупчення NGC6530 (зорі які входять в склад дифузної туманності «Лагуна») i NGC6523 в сузір'ї Стрільця, розсіяні скупчення М36, M37, M38 у сузір'ї Візничого, скупчення Аль-Суфі (астеризм Сr399 «Вішалка») у сузір'ї Лисички, кулясте скупчення М92 (автор описує її, як туманність "в лівій нозі Геркулеса ") астеризм ξ1 і ξ2 у сузір'ї Козорога, астеризм ν1, ν2, π та розсіяні скупчення М47 у сузір'ї Корми, М41 у сузір'ї Великого Пса, та NGC2169 і NGC2175 у сузір'ї Оріона. Сюди автор також відніс і опис галактики М33 в сузір'ї Трикутника. Варто також зазначити, що одні об'єкти мають і опис, і відповідну ілюстрацію, а деякі представлені лише ілюстрацією або згадкою в тексті. Також у списку є об'єкти з незрозумілим, розпливчатим описом. Зокрема, Одієрна згадує про туманності в Ерідані, Рибах, біля окремих зір Плеяд і Гіад і про туманність між сузір'ями Зайця та Голуба, яка асоціюється з кулястим скупченням М79 , але, на думку італійських учених, ці об'єкти є не що інше, як дефекти оптики його телескопа.
Третій розділ присвячений неясним об'єктам (Occultae). Тут Одієрна, спочатку перелічивши подібні об'єкти в каталозі Птолемея, зазначає, що в більшій частині випадків це просто тісні зоряні пари, які неозброєне око сприймає як туманності, а телескоп розділив на окремі зорі. До списку неясних об'єктів Одієрна відніс і туманність М31.
Завершується трактат розділом «Невирішені проблеми» («Problemata nonnulla»), де автор подає висновки та викладає свій погляд на світобудову, який є напрочуд сучасним. Тут він розвиває висловлену на початку праці думку про те, що за результатами його власних спостережень майже всі виявлені ним туманні об'єкти лежать у зоні Чумацького Шляху або недалеко від нього і тому є не що інше, як його частини.
Цікавими є міркування вченого і щодо виникнення зір. Місцями їхнього формування астроном уважав туманні скупчення світлових згустків «первородного світла» («Lux primogenita»), де, на його думку, народжувалися зорі. Після виникнення нова зоря залишала такий згусток. Також Одієрну цікавило й те, чому яскраві зорі світять поодинці, а слабкі збиваються в скупчення. Крім того, за припущенням ученого, слабкі зорі Гіад, Плеяд та Ясел притягувалися одна до одної.
Джованні Одієрна випередив у дослідженні туманностей провідних астрономів XVIII ст. Ш. Мессьє та В. Гершеля, розпочавши свої дослідження майже на 130 років раніше.
На честь астронома названо астероїд (21047)